# Albert et Isabelle
 (avril 2023).
Si vous disposez d'ouvrages ou d'articles de référence ou si vous connaissez des sites web de qualité traitant du thème abordé ici, merci de compléter l'article en donnant les références utiles à sa vérifiabilité et en les liant à la section « Notes et références ».
Cet article court présente un sujet plus développé dans : Albert d'Autriche (1559-1621) et Isabelle-Claire-Eugénie d'Autriche.

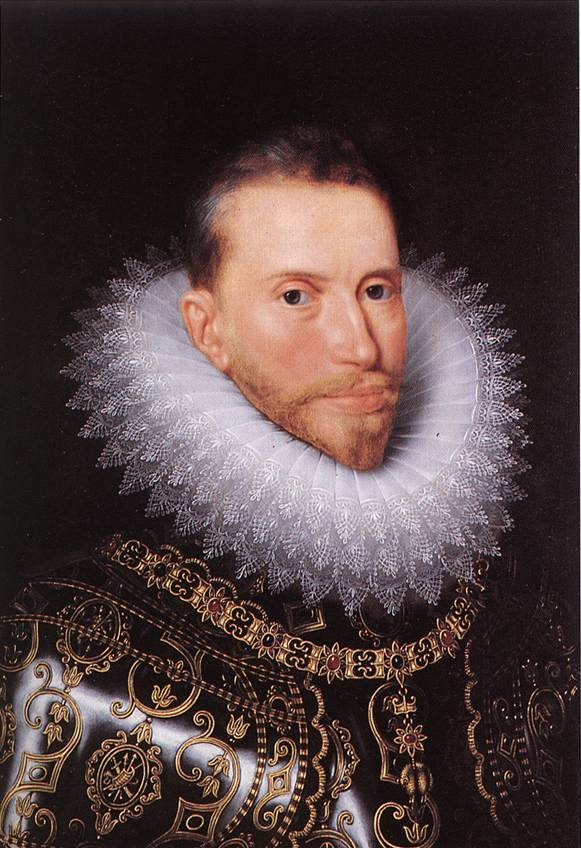
L'archiduc Albert d'Autriche

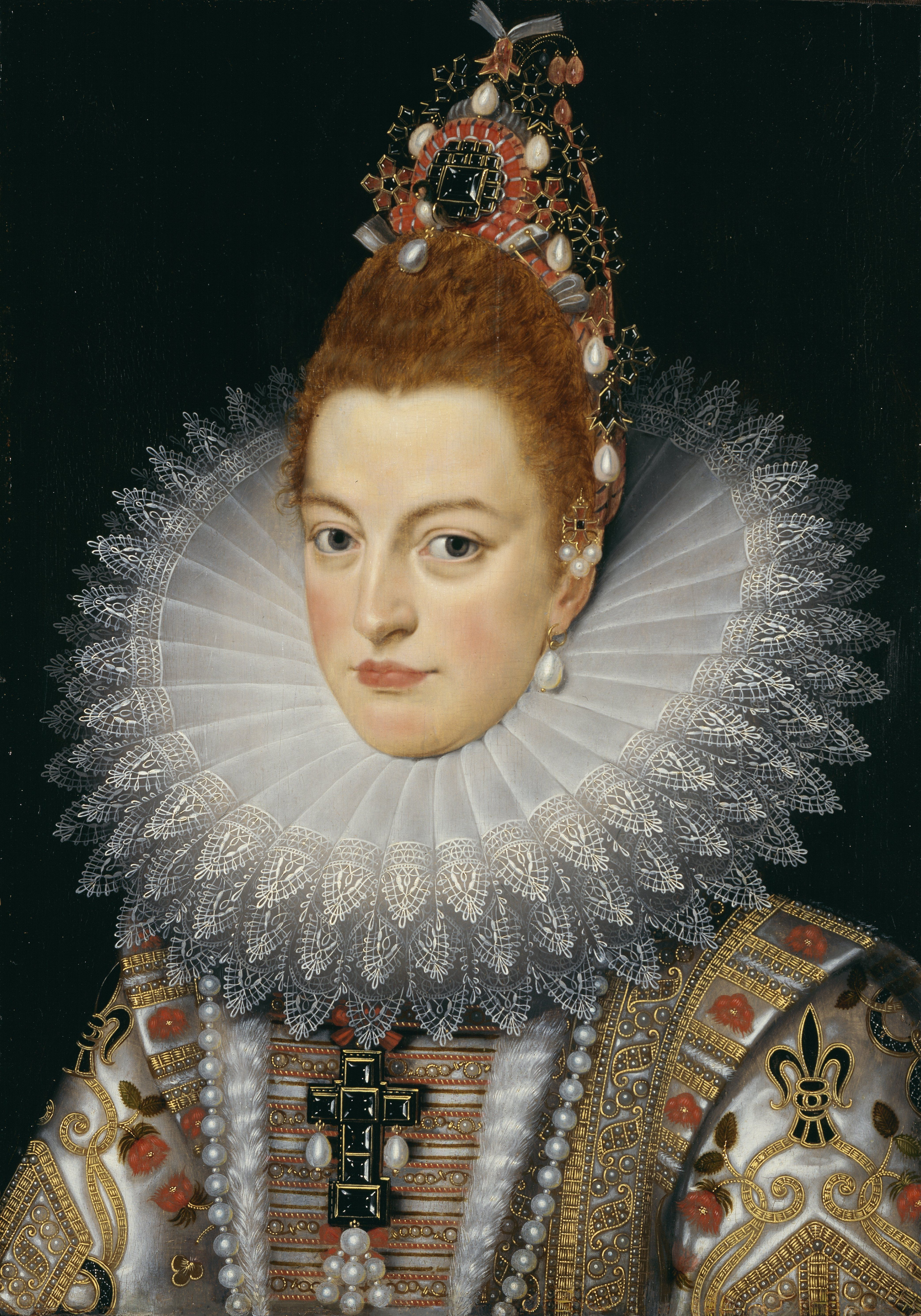
L'infante Isabelle-Claire-Eugénie d'Autriche

Albert et Isabelle forment le couple Habsbourg alliant les couronnes d’Autriche et d’Espagne, amené  à gouverner les Pays-Bas méridionaux et la Franche-Comté (cercle de Bourgogne, lié alors à la Couronne d'Espagne) de 1598 à 1621. Mariés le 6 mai 1598, l’archiduc Albert d'Autriche (1559-1621), fils cadet de l'empereur Maximilien II, et sa cousine l’infante Isabelle-Claire-Eugénie d'Autriche (1566-1633), fille du roi Philippe II d'Espagne et petite-fille maternelle de la reine de France Catherine de Médicis, règnent notamment sur la partie sud des anciens Pays-Bas espagnols ou bourguignons de 1598 à 1621, période de paix et prospérité pour le pays. Ils règnent conjointement et les deux noms sont presque toujours cités ensemble, comme couple régnant et gouvernant, par les historiens de cette période. 
Leurs enfants, nés en 1605, 1607 et 1608, meurent tous trois en bas âge. Aussi, à la mort de l’Archiduc en 1621, les Pays-Bas méridionaux et la Comté de Bourgogne retournent directement à la couronne d’Espagne, Isabelle devenant alors "Gouvernante générale" des Pays-Bas méridionaux.